# 町田忍の東へ西へ!私鉄沿線何だこれ?
町田忍の東へ西へ!私鉄沿線何だこれ?（まちだしのぶのひがしへにしへ してつえんせんなんだこれ）は、2008年に旅チャンネルで放送された鉄道紀行番組である。

## 概要
町田忍が、私鉄網の発達している東京や関西の気軽に日帰りミニ旅行ができるポイントを紹介する。

## ラインナップ
1. 井の頭線
2. 京成線
3. 小田急線
4. 西武池袋線
5. 東急目黒線
6. 東武東上線
7. 京急線
8. 近鉄線
9. 南海電鉄
10. 阪急線
11. 阪神電鉄
12. 京阪電鉄
13. 北近畿タンゴ鉄道

## 出演
- 町田忍 （庶民文化研究家）
- なかだえり（イラストレーター）：第1回 - 第7回
- 中奥祐美子（プランナー・コピーライター）：第8回 - 第13回

## スタッフ
- 語り手 : 吉野紗香
- VE : 渡辺修
- MA : 山崎益弘
- 路線マップ : 塩屋信一
- タイトルデザイン : 山本道雄
- タイトルイラスト : なかだえり
- AP : 坂井来美
- プロデューサー : 阿部恒久（JIC）
- 撮影・演出 : 室希太郎
- 制作協力 : ヴァーグエンタテインメント
- 製作・著作 : 旅チャンネル／JIC